# Eurylister terminatus
Eurylister terminatus är en skalbaggsart som först beskrevs av Schmidt 1895.  Eurylister terminatus ingår i släktet Eurylister och familjen stumpbaggar. Inga underarter finns listade i Catalogue of Life.